# کاستلگومبرتو
کاستلگومبرتو (به ایتالیایی: Castelgomberto) یک کومونه در ایتالیا است که در استان ویچنزا واقع شده‌است.

## خصوصیات
کاستلگومبرتو ۱۷٫۳ کیلومترمربع مساحت و ۶٬۰۶۷ نفر جمعیت دارد و ۱۴۵ متر بالاتر از سطح دریا واقع شده‌است.